# 王景寨城址
王景寨城址，位于中国甘肃省武威市凉州区，为一个省级文物保护单位，类型为古遗址。
王景寨城址的历史年代为汉代。